# Tyrrell megye
Tyrrell megye az Amerikai Egyesült Államokban, azon belül Észak-Karolina államban található. Megyeszékhelye és legnagyobb városa Columbia. Lakosainak száma 3245 fő (2020. április 1.). Tyrrell megye Washington, Dare, Hyde, Perquimans, Pasquotank, Camden és Currituck megyékkel határos.

## Népesség
A megye népességének változása:
| Lakosok száma | 4412 | 4339 | 4141 | 4109 | 4070 | 3245 |
|               | 2010 | 2011 | 2012 | 2013 | 2015 | 2020 |